# Tillandsia grandis
Tillandsia grandis es una especie de planta epífita dentro del género  Tillandsia, perteneciente a la  familia de las bromeliáceas.  

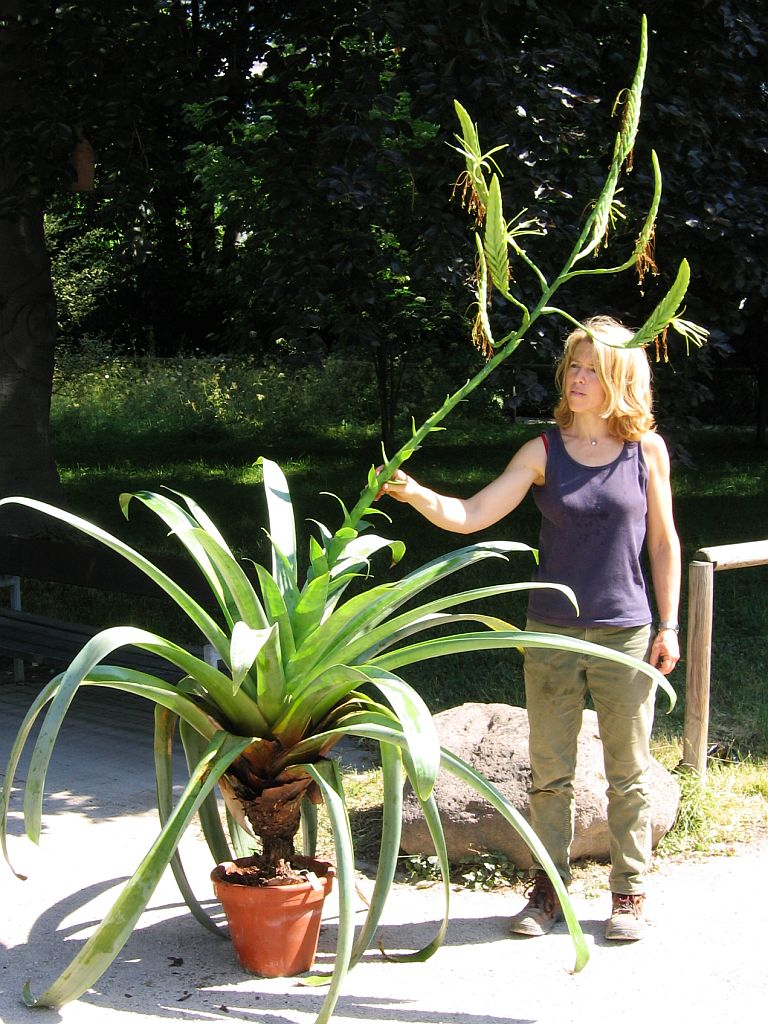
Vista de la planta

## Descripción
Son plantas rupícolas o terrestres, que alcanzan un tamaño de hasta 350 cm en flor, acaules. Las hojas de 125-160 cm, en una roseta patente a suberecta; vainas c. 20 cm de ancho, pardo oscuro, densamente adpreso a subpatente lepidotas en el haz, moderadamente adpreso punteado lepidotas en el envés; láminas 12-15 cm de ancho, prominentemente nervadas cuando secas, glabras, ampliamente triangulares. Escapo más largo que las hojas; brácteas hasta 44 cm, mucho más largas que los entrenudos, subfoliáceas, ocultando al escapo. Inflorescencia compuesta; raquis 100-200 cm; brácteas primarias en su mayoría sin lámina, las vainas 3-4 cm, mucho más cortas que las espigas; espigas (26-)55-75 cm, complanadas, con 12-20 flores, la base estéril patente a subascendente, la porción fértil erecta. Brácteas florales 3-4 cm, ligeramente más cortas que los sépalos pero cubriéndolos en la antesis, subpatentes a divergentes, ecarinadas, nervadas, glabras, coriáceas. Flores divergentes a ascendentes; pedicelos hasta 6 mm; sépalos 3.5-3.8 cm, prominentemente nervados, ecarinados, coriáceos, libres; pétalos amarillo pálido a blancos.

## Distribución y hábitat
Se encuentra en las selvas perennifolias, bosques montanos muy húmedos, a una altitud de 800-2500 metros en (Hidalgo, Oaxaca, Veracruz, Mesoamérica.)

## Taxonomía
Tillandsia grandis fue descrita por Diederich Franz Leonhard von Schlechtendal y publicado en Linnaea 18: 424–426. 1844[1845].
Etimología
Tillandsia: nombre genérico que fue nombrado por Carlos Linneo en 1738 en honor al médico y botánico finlandés Dr. Elias Tillandz (originalmente Tillander) (1640-1693).
grandis: epíteto latíno que significa "con bulbos"